# Galenara
Galenara is een geslacht van vlinders van de familie spanners (Geometridae), uit de onderfamilie Ennominae.

## Soorten
- G. balsa Druce, 1892
- G. cabira Druce, 1892
- G. consimilis Heinrich, 1931
- G. glaucaria Grossbeck, 1912
- G. lallata Hulst, 1898
- G. lixaria Grote, 1882
- G. lixarioides McDunnough, 1945
- G. olivacea Rindge, 1958
- G. phyararia Dyar, 1927
- G. riverai Beutelspacher, 1984